# Paul Vidal de la Blache
Paul Vidal de la Blache, francoski geograf, * 22. januar 1845, Pézenas, Francija, † 5. april 1918, Tamaris-sur-Mer, Francija.
Blache velja za očeta sodobne francoske geografije in geopolitike.